# Dilar dissimilis
Dilar dissimilis är en insektsart som beskrevs av Navás 1903. Dilar dissimilis ingår i släktet Dilar och familjen Dilaridae. Inga underarter finns listade i Catalogue of Life.